# Evil Ground – Fluch der Vergangenheit
Evil Ground – Fluch der Vergangenheit ist ein US-amerikanischer Horrorfilm von David Benullo aus dem Jahr 2007. Die Seele eines vor 100 Jahren verstorbenen, sadistischen Priesters sucht nach einer neuen Hülle für seine Wiedergeburt.

## Handlung
Liz Chambers hat auf einer Landstraße eine Autopanne und steuert das nächste Dorf an. Der ortsansässige Werkstattbesitzer verspricht Abhilfe, jedoch nicht sofort. Im Diner nebenan lernt sie die Reporterin Sarah Austin kennen. Diese hält sich zwecks Recherchen zur Dorfgeschichte in Hope auf. Um das Dorf ranken sich gespenstische Geschichten. Sarah überredet Liz mit ihr zur Farm des ominösen Priesters Hathaway zu fahren, der die Sünder des Dorfes zur Abschreckung auf bestialische Weise ermorden ließ. Das leerstehende Farmhaus können sie noch besichtigen, dann wird Sarah von einer Vogelscheuche überwältigt und Liz, die kurz austreten war, findet sie nur noch übel zugerichtet an ein Kreuz genagelt auf dem angrenzenden Maisfeld wieder.
Panisch rennt sie ins Dorf zurück, um den Sheriff zu benachrichtigen. Auf dem Weg dorthin wird auch sie mehrfach von einer Vogelscheuche attackiert. Sheriff O’Connor will Verstärkung anfordern, kann aber keine Funkverbindung zur nächsten Stadt herstellen. Anschließend begibt er sich zur Hathaway-Farm, um nach dem Rechten zu sehen. Liz bleibt in der Polizeistation und ist nun wieder auf sich gestellt. Schon schleicht wieder die in Lumpen gekleidete, grausige Strohfigur ums Haus. Mit einer Pumpgun aus dem Waffenschrank des Sheriffs schießt sie ihrem Verfolger einen Arm ab und sucht im Anschluss Schutz im nahe gelegenen Pfarrhaus. Der Pfarrer beruhigt sie, aber dann entdeckt Liz auch in der Kirche eine gekreuzigte Leiche. Die Einwohner von Hope sind ebenfalls hier versammelt und klären Liz auf. Hathaways unsterbliche Seele sucht einen neuen Körper, in den sie schlüpfen kann. In Visionen sah er Liz’ Ankunft voraus. Sie soll bzw. wird das Kind gebären, in dessen Gestalt Hathaway weiterleben will. Unter heftiger Gegenwehr wird Liz von den Dorfbewohnern gefangen genommen und in Hathaways Landhaus gebracht, wo der Zeugungsakt vollzogen werden soll. Sie flieht aus dem Fenster ins Maisfeld und schlüpft in ein unterirdisches Versteck, wo sie bis zum Eintritt der Dunkelheit ausharren will. Überraschend trifft sie hier ein etwa 9-jähriges verängstigtes Mädchen. Ihre Eltern wurden vor ihren Augen ermordet, berichtet die Kleine unter Tränen. Nach einiger Zeit des Wartens macht sich Liz auf den Weg in die nächste Stadt, verspricht dem Mädchen (Sabrina) natürlich zurückzukommen. Sie erreicht Liberty ohne entdeckt zu werden, aber Hilfe kann sie auch hier nicht erwarten, denn die Männer auf der Polizeistation sind tot.
Wie aus heiterem Himmel taucht plötzlich Sheriff O’Connor auf. Liz fühlt sich erleichtert, denn O’Connor ist der einzige Zugezogene im Dorf, zählt also nicht zu Hathaways Anhängern. Da sie ihm trauen kann, steigt sie zu ihm in den Wagen. Als sie auf der Fahrt nur kurz andeutet, dass sie keine Jungfrau mehr ist, ändern sich die Gesichtszüge des Gesetzeshüters. Wuterfüllt zitiert er inbrünstig einen Bibelvers, wodurch klar wird, dass Hathaways Seele von ihm Besitz ergriffen hat. Er überwältigt die junge Frau und bringt sie wieder zu Hathaways Farm. Da Liz keine Jungfrau mehr ist, gilt sie als verdorben und soll in Kürze auf dem Maisfeld gekreuzigt werden, so wie jeder Sünder des Dorfes. Hathaway sucht weiter nach einem Körper für seine bevorstehende Wiedergeburt. O’Connors Leib ist ihm nicht gut genug. Hathaway schlüpfte nur vorübergehend in den Leib des Sheriffs, den er Stunden zuvor an ein Kreuz geschlagen hatte. Bald setzt die Verwesung ein.
Sabrina hört die Gespräche der Erwachsenen, die unweit der Grube Liz’ Kreuzigung vorbereiten, und erkennt, dass Liz in großer Gefahr ist. Leise steigt sie aus dem Erdloch, läuft zu Hathaways Haus und zündet es an. Hathaways Jünger sind nun abgelenkt, weil sie das in Flammen stehende Haus retten wollen. So entgeht Liz nur knapp ihrer Kreuzigung. Nur O’Connor muss sie sich noch erwehren, sie ersticht ihn im Zweikampf mit einer Heugabel. Danach schließt sie Sabrina in die Arme und läuft mit ihr in den Sonnenaufgang. Hathaways Seele folgt den beiden. Noch ein letztes Mal schlüpft Hathaways Seele in den Leib eines Toten. In Gestalt von Sabrinas Vater, der ebenfalls gekreuzigt auf dem Feld steht, versucht Hathaway das Kind zu sich zu locken, dann stürzt sich eine Schar Krähen auf ihn. Die Vögel – Liz meint, es seien die Seelen der Verfluchten – töten ihn mit Schnabelhieben.

## Wissenswertes
- Das Budget des Films wird auf 1,5 Mio. US-Dollar geschätzt.[3]
- Der Film wird als B-Movie klassifiziert.
- Hathaways religiöse Verse stammen tatsächlich aus der Bibel (Kapitel: Der Weg der Unzucht).[4] Der deutsche Synchronisationstext ist allerdings nicht deckungsgleich mit der lutherischen Übersetzung.

## Kritik
„Von anderen Low-Budget-Horrorfilmen seiner Art unterscheidet diesen Film […] die engagierte Hauptdarstellerin, der geschickte Spannungsaufbau und eine wendungsreiche Story, die in Halbzeit 2 dann doch noch etwas Abstand von der Formel gewinnt. Da vermögen nicht einmal die mäßigen CGI-Effekte den positiven Gesamteindruck zu trüben.“

„[D]as Drehbuch ist nicht ganz sattelfest. Vielleicht liegt [dies] daran, dass die zweite Regie von David Benullo auch von ihm geschrieben wurde. […] Die möglicherweise fehlende Distanz zwischen Regie und Drehbuch kann eine potentielle Fehlerquelle sein.“